# Oedura castelnaui
Oedura castelnaui är en ödleart som beskrevs av  Alexandre Thominot 1889. Oedura castelnaui ingår i släktet Oedura och familjen geckoödlor. Inga underarter finns listade i Catalogue of Life.
Arten förekommer på Kap Yorkhalvön i delstaten Queensland i Australien. Honor lägger ägg.